# Willi Plett
Pour les articles homonymes, voir Plett.
Willi Plett (né le 7 juin 1955 à Asuncion au Paraguay) est un joueur de hockey sur glace professionnel retraité ayant évolué dans la Ligue nationale de hockey avec les Flames d'Atlanta, les Flames de Calgary, les North Stars du Minnesota et les Bruins de Boston.

## Carrière
Il est choisi au 4e tour du repêchage amateur de la LNH 1975, 80e au total, des Black Hawks de Saint Catharines. Il prend part à quatre matchs avec les Flames en 1975-1976 avant d'être envoyé à Tulsa pour parfaire son développement.
Il commence la saison suivante avec Tulsa, mais est rappelé chez les Flames avec lesquels il marque 33 buts en 64 matchs qui lui permet de remporter le trophée Calder. En 1980-1981, il marque 38 buts, son record en carrière.
Il est cependant échangé aux North Stars du Minnesota deux saisons plus tard avec le choix de 4e ronde des Flames du repêchage d'entrée dans la LNH 1982 (Dušan Pašek) en retour de Steve Christoff, Bill Nyrop et du choix de 2e ronde des Blues de Saint-Louis précédemment acquis (Dave Reierson). Il passe 5 saisons avec les North Stars avant d'être échangé aux Rangers de New York contre Pat Price le 8 septembre 1987. Il ne joue cependant jamais pour les Rangers, qui le laissent sans protection au cours du repêchage intraligue de cette année-là, il rejoint alors les Bruins de Boston.
Sous la tutelle de Terry O'Reilly, il atteint avec les Bruins la finale de la Coupe Stanley, finale perdue contre les Oilers d'Edmonton. Il mett fin à sa carrière au terme des séries de 1988.

## Statistiques
| Saison     | Équipe                        | Ligue      |     | Saison régulière | Saison régulière | Saison régulière | Saison régulière | Saison régulière |    | Séries éliminatoires | Séries éliminatoires | Séries éliminatoires | Séries éliminatoires | Séries éliminatoires |
| Saison     | Équipe                        | Ligue      | PJ  | B                | A                | Pts              | Pun              | PJ               | B  | A                    | Pts                  | Pun                  |                      |                      |
| 1974-1975  | Flyers de Niagara Falls       | SOJHL      |     |                  |                  |                  |                  |                  |    |                      |                      |                      |                      |                      |
| 1974-1975  | Black Hawks de St. Catharines | OMJHL      | 22  | 6                | 8                | 14               | 63               | 4                | 1  | 1                    | 2                    | 42                   |                      |                      |
| 1975-1976  | Flames d'Atlanta              | LNH        | 4   | 0                | 0                | 0                | 0                |                  |    |                      |                      |                      |                      |                      |
| 1975-1976  | Oilers de Tulsa               | LCH        | 73  | 30               | 20               | 50               | 163              | 9                | 5  | 4                    | 9                    | 21                   |                      |                      |
| 1976-1977  | Flames d'Atlanta              | LNH        | 64  | 33               | 23               | 56               | 123              | 3                | 1  | 0                    | 1                    | 19                   |                      |                      |
| 1976-1977  | Oilers de Tulsa               | LCH        | 14  | 8                | 4                | 12               | 68               |                  |    |                      |                      |                      |                      |                      |
| 1977-1978  | Flames d'Atlanta              | LNH        | 78  | 22               | 21               | 43               | 171              |                  |    |                      |                      |                      |                      |                      |
| 1978-1979  | Flames d'Atlanta              | LNH        | 74  | 23               | 20               | 43               | 213              | 2                | 1  | 0                    | 1                    | 29                   |                      |                      |
| 1979-1980  | Flames d'Atlanta              | LNH        | 76  | 13               | 19               | 32               | 231              | 4                | 1  | 0                    | 1                    | 15                   |                      |                      |
| 1980-1981  | Flames de Calgary             | LNH        | 78  | 38               | 30               | 68               | 239              | 15               | 8  | 4                    | 12                   | 89                   |                      |                      |
| 1981-1982  | Flames de Calgary             | LNH        | 78  | 21               | 36               | 57               | 288              | 3                | 1  | 2                    | 3                    | 39                   |                      |                      |
| 1982-1983  | North Stars du Minnesota      | LNH        | 71  | 25               | 14               | 39               | 170              | 9                | 1  | 3                    | 4                    | 38                   |                      |                      |
| 1983-1984  | North Stars du Minnesota      | LNH        | 73  | 15               | 23               | 38               | 316              | 16               | 6  | 2                    | 8                    | 51                   |                      |                      |
| 1984-1985  | North Stars du Minnesota      | LNH        | 47  | 14               | 14               | 28               | 157              | 9                | 3  | 6                    | 9                    | 67                   |                      |                      |
| 1985-1986  | North Stars du Minnesota      | LNH        | 59  | 10               | 7                | 17               | 231              | 5                | 0  | 1                    | 1                    | 45                   |                      |                      |
| 1986-1987  | North Stars du Minnesota      | LNH        | 67  | 6                | 5                | 11               | 263              |                  |    |                      |                      |                      |                      |                      |
| 1987-1988  | Bruins de Boston              | LNH        | 65  | 2                | 3                | 5                | 170              | 17               | 2  | 4                    | 6                    | 74                   |                      |                      |
| Totaux LNH | Totaux LNH                    | Totaux LNH | 834 | 222              | 215              | 437              | 2572             | 83               | 24 | 22                   | 46                   | 466                  |                      |                      |

### Référence
1. ↑  (en) « Willi Plett », sur www.hhof.com (version du 31 juillet 2017 sur Internet Archive).